# Kazumi Tanaka
Pour les articles homonymes, voir Tanaka.
Kazumi Tanaka (田中 和実, Tanaka Kazumi), né le 11 août 1951 à Suginami et décédé le 20 décembre 2007 à Tama, était un seiyū. Son frère est le seiyū Ryōichi Tanaka. Il travaillait pour Aoni Production.

## Rôles

### Animation
- Dragon Ball Z : Jeese

### Film d'animation
- Dragon Ball : Le Château du démon : Démon
- Mobile Suit Zeta Gundam (films) : Wong Lee